# گوراگورسکی
گوراگورسکی (انگلیسی: Goragorsky) یک شهرک در شهرستان نادترچنی استان چچن کشور روسیه است.